# Epothilone
Các epothilones là một nhóm các loại thuốc ung thư tiềm năng. Giống như taxan, chúng ngăn chặn các tế bào ung thư phân chia bằng cách can thiệp vào tubulin, nhưng trong các thử nghiệm đầu, epothilone có hiệu quả tốt hơn và tác dụng phụ nhẹ hơn so với taxan.
Tính đến  năm tháng 9 năm 2008, epothilones A đến F đã được xác định và đặc trưng. Các nghiên cứu ban đầu về các dòng tế bào ung thư và ở bệnh nhân ung thư ở người cho thấy hiệu quả vượt trội so với các loài taxane. Cơ chế hoạt động của chúng tương tự nhau, nhưng cấu trúc hóa học của chúng đơn giản hơn. Do khả năng hòa tan trong nước tốt hơn, các cremophor (chất hòa tan được sử dụng cho paclitaxel có thể ảnh hưởng đến chức năng tim và gây mẫn cảm nghiêm trọng) là không cần thiết. Các đặc tính giống như endotoxin được biết đến từ paclitaxel, chẳng hạn như kích hoạt các đại thực bào tổng hợp các cytokine gây viêm và oxit nitric, không được quan sát thấy đối với epothilone B.
Epothilones ban đầu được xác định là chất chuyển hóa được sản xuất bởi myxobacterium Sorangium cellulum.

## Lịch sử
Cấu trúc của epothilone A được xác định vào năm 1996 bằng phương pháp tinh thể học tia X. 

## Chất tương tự được phê duyệt cho sử dụng y tế
Một chất tương tự, ixabepilone, đã được Cục Quản lý Thực phẩm và Dược phẩm Hoa Kỳ phê duyệt vào tháng 10 năm 2007 để sử dụng trong điều trị ung thư vú di căn hoặc tiến triển cục bộ không còn đáp ứng với các hóa trị liệu hiện có. Vào tháng 11 năm 2008, EMEA đã từ chối ủy quyền tiếp thị cho Ixabepilone.

## Sinh tổng hợp
Epothilone B là một macrolactone polyketide 16 thành viên với nhóm methyl thiazole được kết nối với macrocycl bằng một liên kết olefinic. Xương sống polyketide được tổng hợp bởi polyketide synthase loại I (PKS) và vòng thiazole có nguồn gốc từ một cystein được kết hợp bởi một synthetase peptide phi lợi nhuận (NRPS). Trong quá trình sinh tổng hợp này, cả PKS và NRPS đều sử dụng protein vận chuyển, đã được sửa đổi sau dịch mã bởi các nhóm phosphopantheteine, để tham gia chuỗi tăng trưởng. PKS sử dụng coenzyme-A thioester để xúc tác phản ứng và biến đổi cơ chất bằng cách khử có chọn lọc β carbonyl thành hydroxyl (Ketoreductase, KR), alkene (Dehydratase, DH) và ankan (Enoyl Reductase, ER). PKS-I cũng có thể methyl hóa carbon carbon của chất nền. NRPS, mặt khác, sử dụng các amino acid được kích hoạt trên enzyme dưới dạng aminoacyl adenylates. Không giống như PKS, epime hóa, N-methyl hóa và hình thành dị vòng xảy ra trong enzyme NRPS.

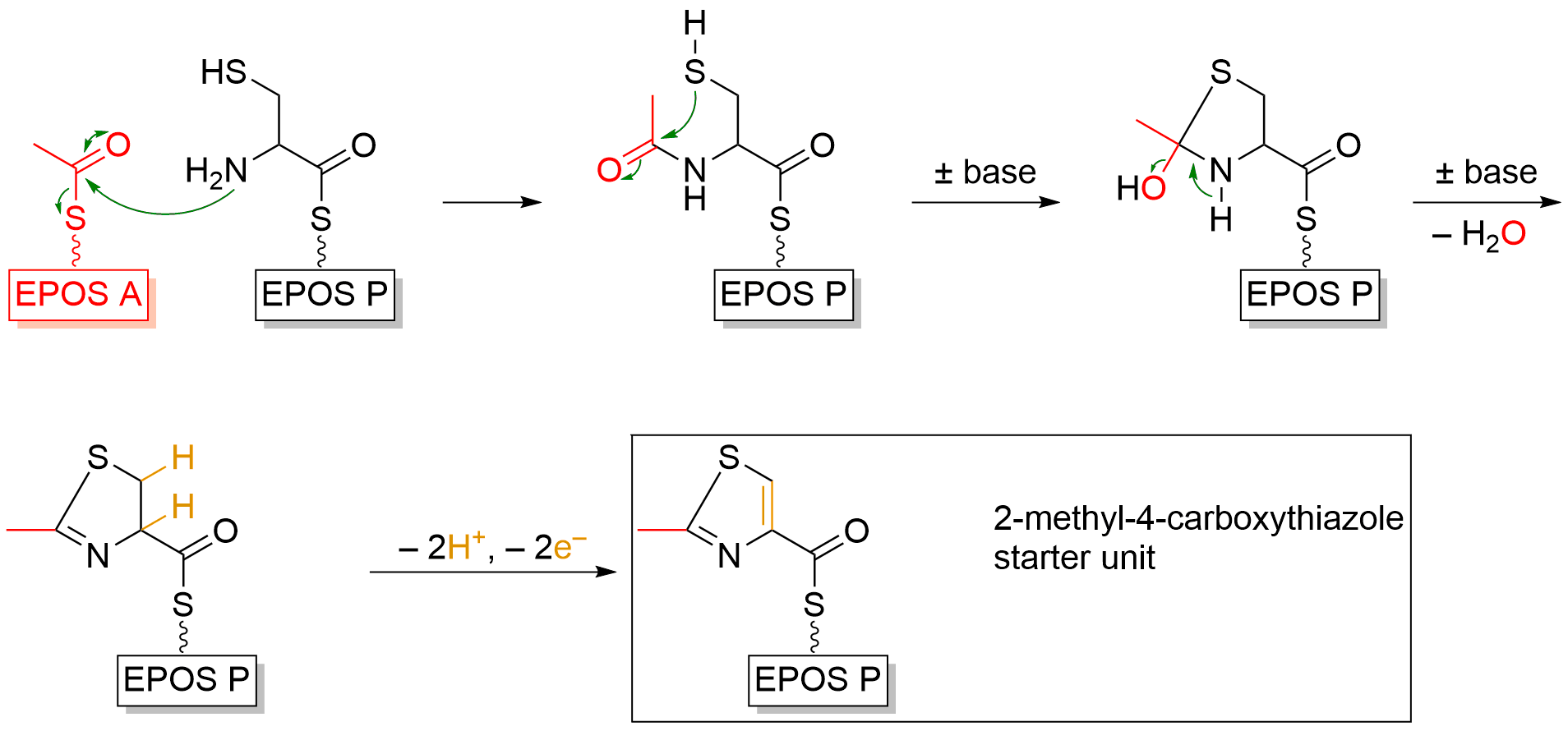
hinh 4

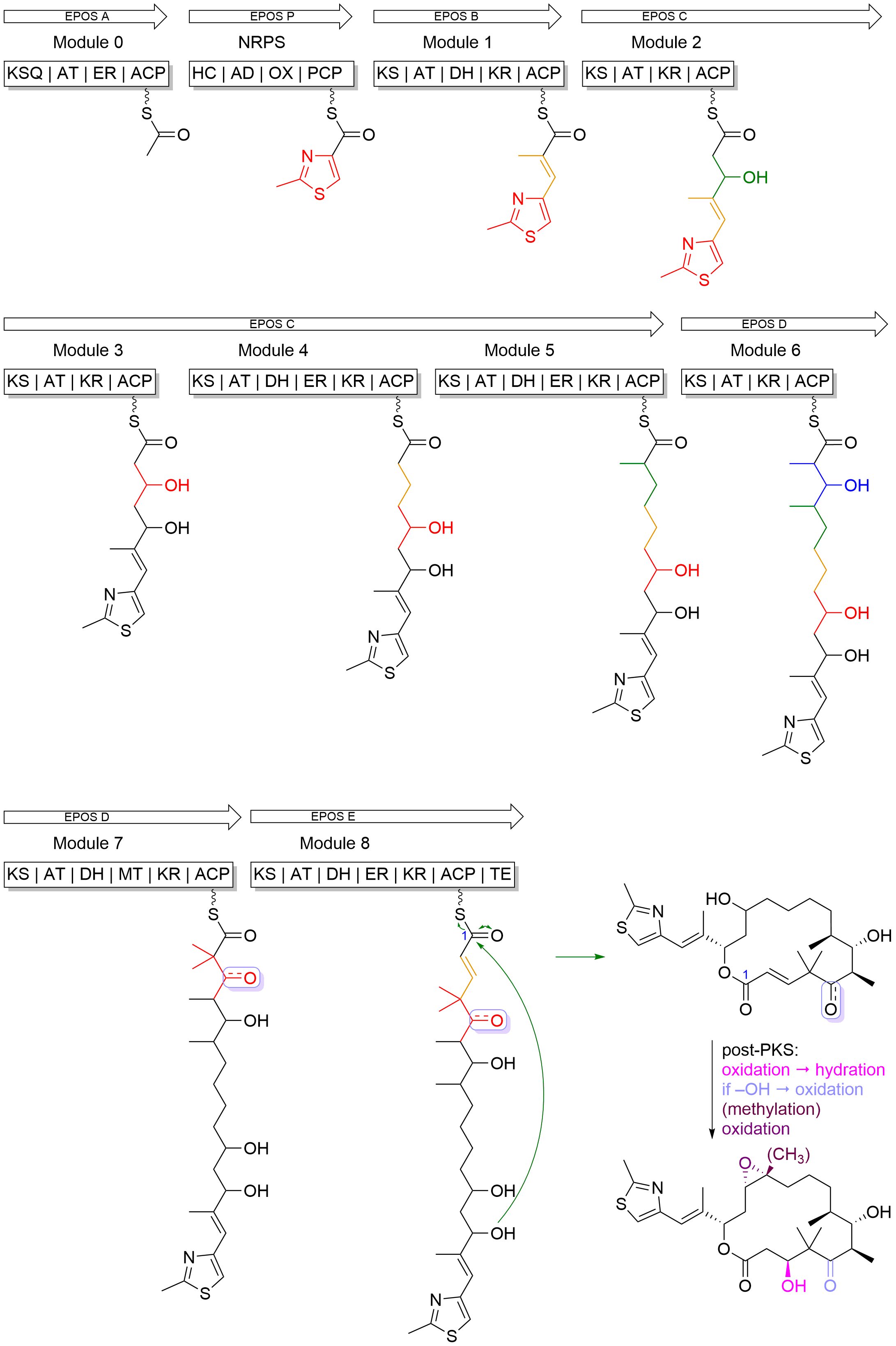
Hình 5